# CETO

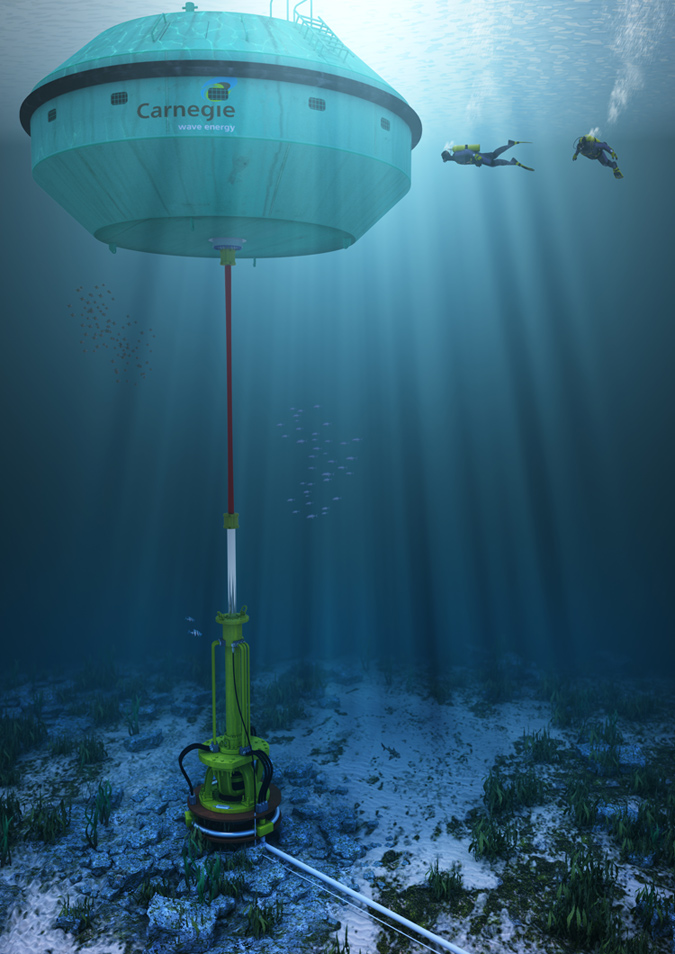
Unidad CETO

CETO es una tecnología de energía de onda que convierte la energía cinética del oleaje oceánico en energía eléctrica y (en CETO 5) desaliniza directamente el agua dulce a través de la ósmosis inversa. La tecnología fue desarrollada y probada en tierra y mar adentro en Fremantle, Australia Occidental. A principios de 2015, se puso en marcha una instalación de producción CETO 5 y se conectó a la red. Toda la electricidad generada se está comprando para contribuir a los requisitos de energía de la base naval HMAS Stirling en Garden Island, Australia Occidental. Parte de la energía también se usará directamente para desalinizar el agua.
CETO está diseñado para ser una tecnología de onda simple y robusta. Se afirma que CETO es la única tecnología de energía de las olas probada en el océano a nivel mundial que está totalmente sumergida y genera energía y / o agua desalinizada en tierra. La tecnología CETO ha sido verificada independientemente por Energies Nouvelles (EDF EN) y el contratista naval francés DCNS.

## Tecnología

### CETO 5
El nombre está inspirado en la diosa griega del océano, Ceto .El sistema se distingue de otros dispositivos de energía de onda en que está completamente sumergido. Las boyas sumergidas son movidas por el oleaje oceánico, impulsando bombas que presurizan el agua de mar que llega a la costa por una tubería submarina. Una vez en tierra, el agua de mar a alta presión se utiliza para impulsar turbinas hidroeléctricas, generando electricidad. El agua de mar a alta presión también se puede utilizar para abastecer una planta de desalinización por ósmosis inversa, que produce agua dulce. Algunas plantas históricas de desalinización de agua de mar convencionales son grandes emisores de gases de efecto invernadero; esto se debe a la cantidad de energía requerida para impulsar las bombas conectadas a la red que suministran el agua de mar a alta presión para revertir las membranas de ósmosis para eliminar la sal.

### CETO 6
CETO 6 está en desarrollo, y se diferencia de CETO 5 en tener una boya más grande, con la generación eléctrica a bordo y la energía que se transfiere a la costa mediante un cable eléctrico. La boya está diseñada para aguas más profundas y más lejos de la costa que CETO 5.

## Demostración comercial y verificación independiente de resultados
Al finalizar la Etapa 1 del Proyecto de Energía de Onda de Perth, Carnegie se alistó con Frazer-Nash Consultancy Ltd para verificar la capacidad medida y modelada de la unidad CETO 3. Durante la prueba en el océano CETO 3, Frazer-Nash verificó que la capacidad máxima medida era de 78 kW y entregó una presión sostenida de 77 bar, por encima de lo que se requiere para la desalinización por ósmosis inversa de agua de mar.

## Proyectos

### Proyecto de Energía de la Onda de Perth (PWEP)
La Etapa 1, que ya se completó, involucró la fabricación, el despliegue y la prueba de una sola unidad CETO autónoma a escala comercial frente a Garden Island. Para esta etapa, la unidad CETO no estaba conectada a tierra, pero era independiente y autónoma, proporcionando datos telemétricos a tierra para confirmación y verificación independiente del rendimiento de la unidad.
La etapa 2 involucró el diseño, la construcción, el despliegue y la evaluación del desempeño operacional de un proyecto de demostración de energía de las olas a escala comercial conectado a la red, también en Garden Island. La instalación consistía en múltiples unidades CETO sumergidas en una matriz, tuberías submarinas a tierra, equipos de acondicionamiento hidráulico y una instalación de generación de energía en tierra.
A principios de 2015, se conectó a la red un sistema de múltiples megavatios, y toda la electricidad se compró para impulsar la base naval HMAS Stirling . Dos boyas totalmente sumergidas que están ancladas al lecho marino, transmiten la energía del oleaje a través de la presión hidráulica en tierra; Para conducir un generador de electricidad, y también para producir agua dulce. A 2015   Se planea instalar una tercera boya.

### Proyecto de energía de la ola La Reunión
El proyecto Reunion Island es una empresa conjunta entre Carnegie y EDF Energies Nouvelles. El proyecto consistirá inicialmente en el despliegue de una unidad de escala comercial autónoma (etapa 1) que será seguida por una planta de 2MW (etapa 2) y una expansión adicional del proyecto a una capacidad instalada nominal de 15MW (etapa 3). En abril de 2012 la etapa 1 recibió $5 millones de fondos del gobierno francés.
Un cable entre una boya y la bomba hidráulica anclada del fondo marino se rompió en una instalación de prototipo CETO 4 en enero de 2014. La boya fue arrastrada durante el ciclón Bejisa, lo que también causó fatalidad y daños generalizados en la isla de Reunión. El diseño era una versión anterior a la instalación de Perth CETO 5 y carecía del mecanismo de liberación rápida incluido en CETO 5.

### Proyecto de energía de onda de Irlanda
Carnegie ha firmado un acuerdo formal de financiación y colaboración con la Asociación de Energía Sostenible del Gobierno de Irlanda (SEAI, por sus siglas en inglés) para un proyecto de € 150,000 para evaluar posibles sitios de olas de CETO en Irlanda y desarrollar un diseño conceptual específico para el sitio. El proyecto está financiado en un 50% por el SEAI y en un 50% por Carnegie, y constituye la primera fase de diseño detallado para un posible proyecto de demostración comercial de 5 MW en aguas irlandesas. El proyecto estaba en marcha en 2011 y se está gestionando a través de la filial irlandesa de Carnegie, CETO Wave Energy Ireland Limited.

## Relaciones
- Gobierno de Australia Occidental: subvención de $ 12.5M para el Proyecto de Energía de la Ola de Perth en Garden Island.
- Grupo de Apoyo del Departamento de Defensa y Defensa de Australia - MdE para la colaboración en un proyecto y suministro de energía y agua de CETO.
- EDF EN - Licenciatario de CETO Power en el hemisferio norte y socio de desarrollo de JV.
- Gobierno francés: subvención de 5 millones de dólares para el proyecto de energía Carnegie / EDF EN Etapa 1 de la Isla de Reunión.
- DCNS - socio del hemisferio norte de la CMEP.
- Autoridad de Energía Sostenible de Irlanda - Acuerdo de colaboración y financiamiento conceptual para un proyecto de energía CETO irlandés de 5 MW.
- Gobierno de la Columbia Británica: subvención de $ 2 millones para un proyecto canadiense CETO.
- Centro Nacional Australiano de Excelencia en Desalinización - Proyecto de investigación de desalinización con financiamiento otorgado.[2]

## Otras características de la energía de las olas y CETO
- La energía de las olas es una fuente de energía renovable y de alta disponibilidad.
- Alrededor del 60% de la población humana vive dentro de 60   Kilómetros de costa, minimizando los problemas de transmisión.
- Dado que el agua es aproximadamente 800 veces más densa que el aire, la densidad de energía de las olas supera a la del viento y la energía solar, lo que aumenta la cantidad de energía disponible para la recolección.
- Las ondas son predecibles de antemano, lo que facilita la predicción de desajustes entre la oferta y la demanda.
- CETO no es compatible con la unidad oscilante de transferencia de energía cilíndrica, un error popular. El nombre hace referencia a Ceto, una diosa griega del mar.
- CETO se sienta bajo el agua, amarrado al fondo marino, con un impacto visual mínimo sobre el agua. En la práctica, las boyas han sido equipadas con luces de advertencia en un mástil sobre el agua.
- Las unidades CETO operan en aguas profundas, lejos de las olas rompientes, lo que significa que hay un impacto mínimo en los sitios de surf populares.
- Las unidades CETO están diseñadas para funcionar en armonía con las olas. Esto significa que, aparte de los puntos de anclaje, no es necesario construir estructuras de soporte de acero y concreto masivas.
- Las unidades CETO actúan como arrecifes artificiales, debido a la forma en que atraen la vida marina.